# Dwór obronny w Łapszach Niżnych
Dwór obronny w Łapszach Niżnych – nieistniejący dwór obronny we wsi Łapsze Niżne w powiecie nowotarskim w województwie małopolskim.
Kamienna budowla, zniszczona w czasie II wojny światowej, powstała na przełomie XVI i XVII wieku z inicjatywy rodziny Horwathów z Polocsy. Zbudowano ją na planie prostokąta; posiadała dwie kondygnacje (parter i pierwsze piętro), attykę i detale zdobnicze charakterystyczne dla dworów z rejonu Spiszu.

## Historia
Dwór powstał w XVI wieku. Była ceglana budowla, trójskrzydłowa, na planie podkowy, z dachem krytym gontem. Został zniszczony w 1656 roku, ale odbudowano go. W 1810 roku zakupiła go osoba prywatna i odremontowała. Sto lat później zaczął popadać w ruinę. Oto opis dworu z 1931 roku: Cała budowla niszczeje i nie jest remontowana. Belki dachu zgnite. Dach dziurawy jak sito. Na piętrze zwalona podłoga. A poprzez powyrywane gonty w dachu woda do środka leje się strumieniami. Później dwór zaczął coraz bardziej niszczeć, aż w końcu został rozebrany.